# Spisvakt
En spisvakt är en brandskyddsanordning som ska hindra torrkokning eller att spisen står på utan att det behövs. Det finns flera olika varianter, men gemensamt är att de bryter strömmen till spisen antingen efter en viss tid eller när en rörelsedetektor känner av att ingen finns i rummet. Det finns också spisvakter som är kombinerade med brandvarnare eller brandsläckare.